# Jean-Gabriel Diarra

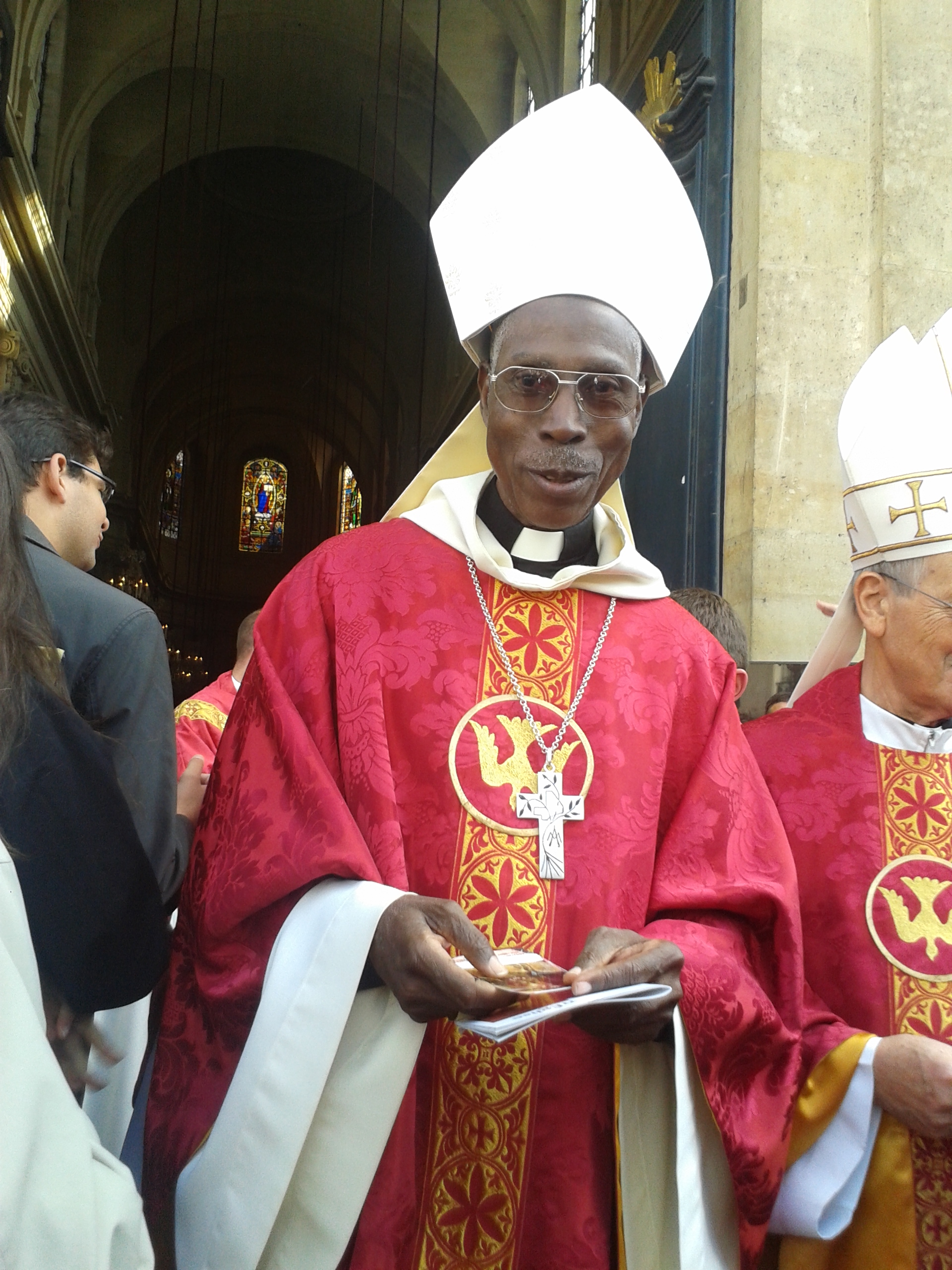
Jean-Gabriel Diarra

Jean-Gabriel Diarra (* 12. Juli 1945 in Vanekui, Mali; † 28. Oktober 2019 in Bamako) war ein malischer Geistlicher und römisch-katholischer Bischof von San.

## Leben
Jean-Gabriel Diarra empfing am 30. Dezember 1972 das Sakrament der Priesterweihe.
Am 18. November 1987 ernannte ihn Papst Johannes Paul II. zum Bischof von San. Der Kardinalpräfekt der Kongregation für die Evangelisierung der Völker, Jozef Tomko, spendete ihm am 20. November desselben Jahres die Bischofsweihe; Mitkonsekratoren waren der Erzbischof von Bamako, Luc Auguste Sangaré, und der emeritierte Bischof von San, Joseph Paul Barnabé Perrot MAfr.